# Nagy Izsó
Nagy Izsó, Nagy Izidor, született: Grosz (Kecskemét, 1863. március 16. – Budapest, 1926. november 7.) zsidó származású magyar építész.

## Élete
Grosz Sándor magánzó és Oesztreicher/Östreicher Júlia fiaként született zsidó családban. Szülővárosában végezte el alsóbbfokú iskoláit. 1882-ben a budapesti Műegyetemre került, és 1886-ban szerzett technikusi végzettséget. Grosz családi nevét 1887-ben változtatta Nagyra.
1898-tól dolgozott önálló vállalkozó mérnökként. Ezt követően kilenc ármentesítő társulatnál a műszaki árfejlesztést (részben alkalmazásban, részben saját vállalatban), 8700 hold parcellázást és tagosítást, 8000 hold uradalom és erdő felmérését bonyolított le. Négy évig a Csongrád–Sövényházi Ármentesítő Társulatnál volt építésvezető mérnök, a Tiszai védtöltések építése Cibakházán is az ő nevéhez fűződik. 1495 kilométer vasuttracirozásnál, 220 kilométer vasútépítésnél, mint szakaszmérnök és építésvezető működött.
Elsősorban bérházakat tervezett Budapesten, többet Benedict Gyulával (1876–1934) közösen.
Igazgatósági tagja volt a Magyar Trachytművek Rt.-nek, és vezetője a Nagy Izsó és Badó László építőipari vállalatnak.
1889. augusztus 7-én Hajdúszoboszlón feleségül vette Rozenfeld (Rosenfeld) Herminát. Felesége 1923. július 1-jén elhunyt.
Az 1886-ban végzett műegyetemi technikusok 40. évfordulós találkozóján már nem vehetett részt.
Hosszan tartó súlyos betegség után hunyt el 63 éves korában 1926-ban. Halálakor így emlékezett rá többek között a Vállalkozók Lapja:
„Az elhunytat a vasúti felépítmény s főleg a talpfa kérdés erősen foglalkoztatta, melynek eredményeként szabadalmaztatták több külföldi államban is Szikszay Gerő mérnök miniszteri tanácsossal a közösen megtervezett és kivitelezett, átmenő anyáscsavarokkal való sinkötéssel és csuklós öszszeköttetéssel bíró magánaljakból álló vasúti vasbeton sinaljakat. Ez és a kő és a kavicsbányászat (Tárcái, Mezőnyék) foglalkoztatták még a legutolsó napokig is alkotó erejét, mely talán még fényesebben csak most bontakozott volna ki ipari alapítások tervbevétele által. Jó magyar, jó hazafi volt, Nagymagyarország volt élete tevékenységének legfőbb színtere — nem volt az országnak oly része, ahol ne épített volna. A mérnök-társadalom elesik — örökké mosolygós, mindenkivel harmóniában élő — legszimpatikusabb, legtevékenyebb tagját gyászolja benne, — kinek emlékét kegyelettel fogjuk mindenkor megőrizni. Béke hamvaira!”

## Ismert épületei

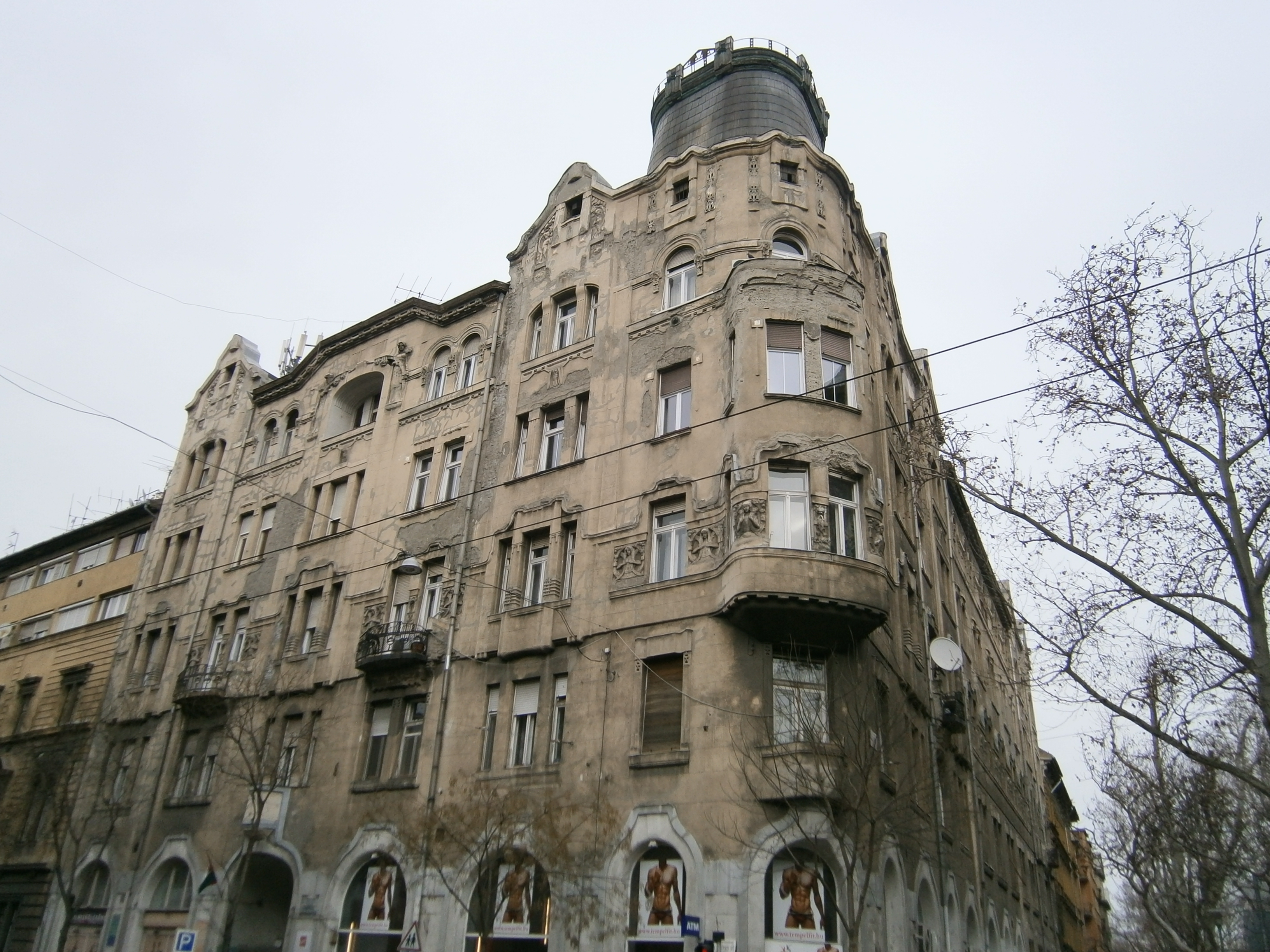
Dózsa György út 19.

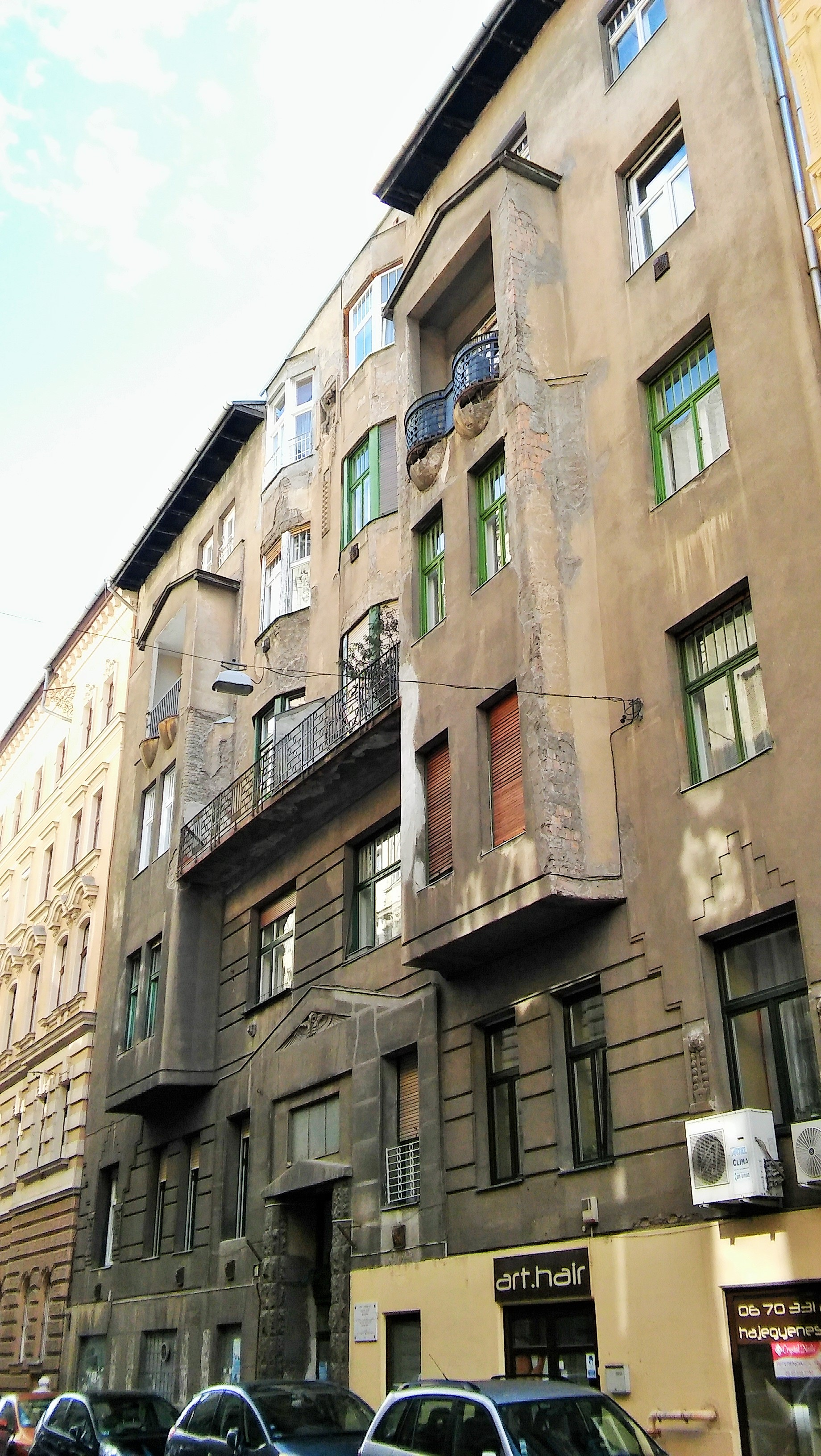
Kádár u. 4.

- 1905: bérház, 1071 Budapest, Damjanich u. 54. (1944-ben bombatalálat kap, ezért lebontják) (Benedict Gyulával)[18]
- 1905: Dr. Dick Vilmos bérháza, 1012 Budapest, Lovas út 11-12. (Benedict Gyulával)[19]
- 1906: Weiss-ház, 1146 Budapest, Dózsa György út 19. (Benedict Gyulával)[20][21][22][18]
- 1906–1907: lakóház, 1085 Budapest, Somogyi Béla u. 20. (Benedict Gyulával)[23][24]
- 1907: lakóház, 1067 Budapest, Csengery utca 64. (Benedict Gyulával)[25]
- 1908–1909: lakóház, 1065 Budapest, Weiner Leó utca 9. (Benedict Gyulával)[26][27] (Benedict Gyulával)[18]
- 1908–1909: lakóház, 1066 Budapest, Lovag utca 3. (Benedict Gyulával)[28]
- 1909: lakóház, 1132 Budapest, Kádár u. 4. (Benedict Gyulával)[29]
- 1909: lakóház, 1063 Budapest, Bajnok utca 17. (Benedict Gyulával)[30]
- 1910/1911: Barna-ház, 1056 Budapest, Váci utca 52. (Benedict Gyulával)[31][32][33][18]
- 1911: Értékesítő és Építő Rt. bérháza, 1123 Budapest, Alkotás utca 11. (Benedict Gyulával)[34]
- 1911–1912: Menczer Fülöpné lakóháza, 1013 Budapest, Pauler utca 19. (Benedict Gyulával)[35]
- 1912: lakóház, 1061 Budapest, Székely Mihály utca 4-6.[36] (Benedict Gyulával)[18]
- 1912: lakóház, 1066 Budapest, Jókai utca 12. (Benedict Gyulával)[37]